# Kompleksy jonowe
Kompleksy jonowe – rodzaj jonów lub związków kompleksowych, w których ładunek elektryczny atomu centralnego i ligandów nie równoważą się. Kompleksy jonowe mogą być anionami lub kationami, np. jon Pb2+ tworzy cztery kompleksy chlorkowe, zawierające od 1 do 4 ligandów chlorkowych:
Pb2+ + Cl- ⇌ [PbCl]+ (kation monochloroołowiowy(II))
[PbCl]+ + Cl- ⇌ [PbCl2]0 (dichloroołów(II), kompleks obojętny)
[PbCl2]0 + Cl- ⇌ [PbCl3]- (anion trichloroołowiowy(II))
[PbCl3]- + Cl- ⇌ [PbCl4]2- (anion tetrachloroołowiowy(II))
Spośród czterech możliwych kompleksów, trzy to kompleksy jonowe, a jeden, [PbCl2]0, to kompleks obojętny, a jednocześnie trudno rozpuszczalny związek ołowiu(II), PbCl2.
Większość znanych związków kompleksowych to kompleksy jonowe, np. żelazocyjanki, żelazicyjanki, tetrahydroglinian litu, tetrajodortęcian(II) potasu i in.